# Aguazul
Aguazul è un comune della Colombia facente parte del dipartimento di Casanare.
Il comune venne istituito il 5 aprile 1954.